# Breaking the Law
Breaking the Law (englisch Das Gesetz brechen) ist ein Lied der Heavy-Metal-Band Judas Priest. Das Lied wurde am 23. Mai 1980 als Single veröffentlicht. Häufig gecovert gilt es als einer der bedeutendsten Heavy-Metal-Songs und als ein Stück, über das Judas Priest zur New Wave of British Heavy Metal gerechnet wurden.

## Geschichte
Nach ihrer Hinwendung zum Heavy Metal gelang Judas Priest mit dem im März 1980 veröffentlichten Album British Steel und der ausgekoppelten Single Breaking the Law eine Anlehnung an die Popkultur, der weltweit kommerzielle Durchbruch und ein Stück, dass den Klang des Heavy Metal insgesamt mit definieren sollte.

### Vorgeschichte

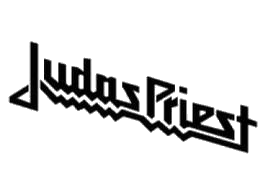
Namensschriftzug von Judas Priest seit 1978

Judas Priest hatten sich Schrittweise vom Hard Rock ihrer ersten Veröffentlichungen gelöst. Nachdem sich die Band musikalische durch Stringenz und Tempo zunehmend dem aufkeimenden Heavy Metal zuwandte, variierten die Musiker 1978 mit der Veröffentlichung von Stained Class ihre Ästhetik. Der bis dahin genutzte Schriftzug in einer gebrochenen Schrift wich dem seither überwiegend genutztem Schriftzug. Hinzu kam eine futuristische Ästhetik der der Gestaltung der Schallplattenhüllen, die in den folgenden Jahrzehnt das Image von Judas Priest prägten, sowie eine durch Rob Halford angestoßene Bandästhetik, die er der Lederszene entlehnt hatte.
Im Jahr 1979 kumulierten diese Bandentwicklungen im Schreibprozess des Albums British Steel mit einer damals aggressiven politischen und sozialen Stimmung und der Hochphase des Punk in Großbritannien.

### Schreibprozess
Gitarrist Glenn Tipton gab an, dass sich Breaking the Law, nachdem die Musiker das Hauptriff gefunden hatten, binnen etwa einer Stunde von selbst geschrieben habe. Halford sang zügig die Refrain- und Titelzeile „Breaking the Law, Breaking the Law“, womit die Grundzüge des Stücks entstanden waren. Abgeschlossen wurde der Schreibprozess dann während des Studioaufenthalts im Frühjahr 1980.
Halford ergänzte, dass der Text von der damaligen Stimmung beeinflusst wurde. Der so genannte Winter of Discontent brachte Regierungskrisen, Streiks bis hin zu Straßenkrawallen die Halford beeinflussten. Er nahm die politischen und sozialen Spannungen als Anreiz, einen Text zu schreiben, der eine Verbindung zu diesem Gefühl herstellen sollte. Ergänzend führte Halford die soziale Herkunft der Gruppe an. Aus „einem harten Arbeitermilieu“ stammend konnten die Musiker „den Wunsch nachvollziehen, aus einem unangenehmen Kreislauf auszubrechen.“
Als Autoren des Stücks sind die Gitarristen Tipton und K. K. Downing sowie der Sänger Rob Halford angegeben. Bassist Ian Hill und der neu zu Judas Priest hinzugezogene Schlagzeuger Dave Holland wurden nicht als Autoren verzeichnet. Den Text verfasste Halford allein.

### Aufnahme
So entstanden, wurde Breaking the Law im Zuge der Studioaufnahme des sechsten Studioalbums British Steel im Januar und Februar 1980 aufgenommen. Judas Priest bestand zu diesem Zeitpunkt aus den Gitarristen Tipton und Downing, dem Sänger Halford, dem Bassisten Hill und dem Schlagzeuger Holland.
Die Aufnahmen fanden in dem, zum professionellen Studio ausgebauten, Startling Studios des Landsitz Tittenhurst Park von Ringo Starr statt. Judas Priest nahmen das Album sowie das Stück unter der produzierenden Begleitung von Tom Allom auf. Zu den Aufnahmen experimentieren die Musiker auf Alloms Idee hin damit Milchflaschen, laut Downing von der Band geleerte Bierflaschen, zu zerschlagen und das Geräusch mit dem einer Polizeisirene, die Tipton mit seiner Gitarre imitierte, zu mischen. Als Tontechniker agierte Lou Austin. Das Mastering übernahm Ray Staff in den Trident Recording Studios in London.

### Veröffentlichung
Das Album British Steel erschien am 14. März 1980. Die Mitarbeiter des Labels Columbia Records entschieden, dass Breaking the Law am 23. Mai 1980, nach Living after Midnight, als zweite Single des Albums veröffentlicht werden sollte. Zeitgleich erschien ein Musikvideo zum Stück, in dem die Band einen Bankraub nachspielt, bei dem Judas Priest anstelle mit Waffen die Kunden und Mitarbeiter mit ihren Instrumenten einschüchtert. Anstelle von Geld raubt die Gruppe eine goldene Schallplatte des Albums British Steel. Eine Auszeichnung die das Album allerdings erst im Juli 1982 tatsächlich erhielt. Regie führte Julien Temple, der zuvor Musikvideos für Punkbands und den am 15. Mai des gleichen Jahres uraufgeführten Mockumentary The Great Rock ’n’ Roll Swindle über die Band Sex Pistols gedreht hatte. Als B-Seite der Single wurde das Stück Metal Gods gewählt. Für den Gitarristen Downing wurde Breaking the Law auch aufgrund dieses vor der Zeit der Musikfernsehsender gedrehten und veröffentlichten Videos besonders erfolgreich, da es eines der ersten Musikvideos im Genre darstellte, dass eine Geschichte erzählte.

## Stil
Formal ist Breaking the Law als reduzierter Rocksong eine Annäherung an die Popmusik, die sich auch in anderen Stücken des Albums wiederfindet und die Band bis zu Top of the Pops führte.

### Musik

Das Haupt-Riff von Breaking the Law ist ein typisches Metal-Riff mit äolischer Progression in I-VI-VII (Am-F-G)

Judas Priest schrieb Breaking the Law im Standard eines Rocksongs „mit Intro, zweimaliger Wiederholung des Verses, Bridge und Playout“. Der Musikwissenschaftler Dietmar Elflein analysierte den Aufbau des Stücks:

„Das Intro gestalten Judas Priest über ein prägnantes Gitarrenriff, das am Ende der Bridge wieder aufgegriffen wird und im Verbund mit dem häufig wiederholten Stücktitel auch das Playout dominiert. […] Die zugrunde liegende Skala ist a-äolisch, Anfangston ist der Grundton, Endton die II. Stufe, die harmonisch der Terz der Dominate der Durparallele G entspricht. Rhythmisch führt die auf drei einleitende Viertelnoten folgende Achtel zu einer Synkopierung der nächsten beiden Viertel und zu einer Beschleunigung des Riffs. Die abschließende Gruppe aus einem Achtel und zwei Vierteln hat zwar schließenden Charakter, löst die dem Riff innewohnende Spannung jedoch nicht auf.
Da Vers, Pre-chorus und Chorus ausschließlich mit harmonisch uneindeutigen Powerchords gestaltet sind, lässt sich eine tonale Zuordnung der Harmonien nur aus der Gesangslinie erschließen. Vers und Pre-chorus entwickeln sich dabei von der Tonika a-moll zur Dominante E-Dur, während die Bridge die Subdominante des grundlegenden D-Powerchords G und damit gleichzeitig die Dominante der Durparallele C der Ausgangstonika a-moll als Schluss vorzieht und so zum Riff zurückführt, dass im folgenden Breakdown wieder erklingt: Die beiden Gitarren bieten das Riff in Oktavparallelen dar, während Bass und Schlagzeug aus- und kurze Zeit später sukzessive wieder einsetzen.“

Über den reduzierten Aufbau, mit prägnanter Hookline die im Outro acht Mal wiederholt wird und den auf den Text gerichteten Gesang. Hinzukommend verzichtete die Band auf ein, im Metal übliches, Gitarrensolo.

### Text

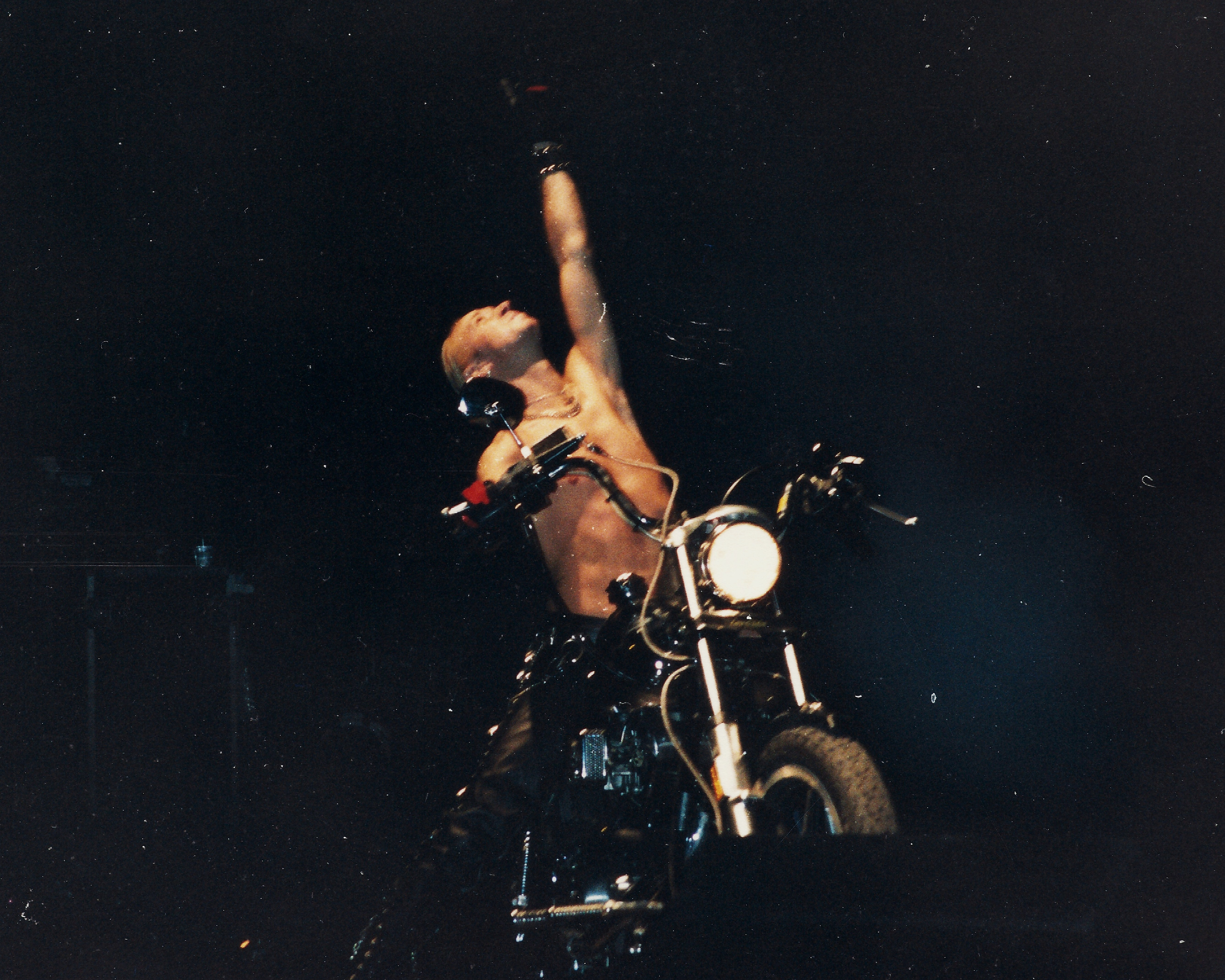
Rob Halford, hier während eines Auftritts 1988, schrieb den Text zu Breaking the Law.

Der Text von Breaking the Law handelt von „Arbeits- und Perspektivlosigkeit, die dazu führt, dass das lyrische Ich zum Gesetzesbrecher wird.“ Der Text beinhaltet zwei Strophen und vier Refrainblöcke. Ein Refrain besteht aus vier Textzeilen. Jede Zeile des Refrains beinhaltet den schnell hintereinander wiederholten Titel „Breaking the Law, Breaking the Law“. So wird der Songtitel im Lied 32 mal von Halford wiederholt. Die Form, in der er den Ausspruch zwei Mal kurz hintereinander singt, wurde gängiger Teil des Vokabulars der Metalszene.
In Anbetracht des Gefühls von Machtlosigkeit und Frustration angesichts einer düsteren Zukunft, beschließt das lyrische Ich sich über das Gesetz hinwegzusetzen. Dabei bietet der Text den Zuhörern die Identifikation mit der Situation an und fordert zum Handeln gegen Ungerechtigkeit und unterdrückende Mächte auf.

## Wirkung
Breaking the Law gilt als kultureller und musikalischer Markstein des Heavy Metal, wurde diverse Male gecovert und nahm Einzug in die Popkultur über das Genre hinaus. So durchdrang Breaking the Law die Popkultur derart prägnant, dass ein Großteil der Rezipienten nicht auf das Stück verweisen könne, „ohne zweimal kurz hintereinander ‘Breaking the Law’ zu sagen.“

### Bedeutung
Breaking The Law wurde das Judas-Priest-Stück, das annähernd jeder Metal-Fan kenne, beschrieb Halford die Reichweite des Lieds. Es wurde ein regelmäßiger Bestandteil des Live gespielten Repertoires der Gruppe und von Judas Priest zur Aufnahme der Band in die Rock and Roll Hall of Fame im Jahr 2022 gespielt.
Mit der Veröffentlichung wurde die Band als Teil der New Wave of British Heavy Metal „ehrenhalber“ wahrgenommen. Derweil gilt das Werk von Judas Priest von Sad Wings of Destiny bis zu British Steel insgesamt als das Rückgrat des gesamten Heavy Metal. Mitunter wird die Unterscheidung gemacht, dass die vorherigen Alben bahnbrechende Veröffentlichungen eines „Proto-Metal“ seien. Doch Breaking the Law nimmt als „Genredefinierende Single“ in dieser Rückschau eine besondere Position ein. Das Stück vereinte alle Charakteristika des Genres und gab Spielweisen, wie den zentralen oft als für den Metal wegweisend und typisch benannten Gitarrenklang, vor.

### Popkulturelle Rezeption
Das Stück wurde von diversen Interpreten des Rock und Metal gecovert. Metalgrößen wie Motörhead, Saxon und Doro spielten das Stück nach. Ebenso wurde es Teil genrefremder Adaptionen bekannter Metalsongs „und auf der Harfengitarre, dem Flügel und von einem buddhistischen Mönch, der Perkussion und ein Saiteninstrument spielt, interpretiert.“ Der Hip-Hop-Musiker Afu-Ra nutzte das Hauptriff als Sample in seinem Stück Rumble. Ebenso die Grindcore-Band Anal Cunt im Stück Chiffon and Chips. Weitere Coverversionen stammen von unterschiedlichen Interpreten der Pop-, Rock- und Metalmusik. Darunter Eläkeläiset, Therapy?, Arch Enemy, Stryper, Leæther Strip und Hammerfall.
Für Werbespots wurde das Lied von dem Fastfood-Franchise Kentucky Fried Chicken, dem Versicherungsunternehmen State Farm und der Trinkwassermarke Liquid Death genutzt. Letztere präsentierte das Stück in einem der berühmten Werbevideos beim Super Bowl LVIII. Der Refrain des Stücks wurde von den MTV-Comicfiguren Beavis and Butt-Head nach Unfällen und Straftaten nachgesungen oder abgewandelt. In der Simpsons-Folge Cinema Piratiso, im Original Steal this Episode aus dem Jahr 2013 trat Judas Priest auf und spielte das abgewandelte Stück Respecting the Law.

## Erfolg
Breaking the Law stieg am 7. Juni 1980 in die britischen Singlecharts ein. Nach vier Wochen erreichte die Single mit dem 12. Platz ihre Höchstposition. Eine höhere Chartplatzierung konnte Judas Priest nicht verbuchen. Die Single blieb für 6 Wochen, bis zum 12. Juli 1980, in den britischen Charts. Das Lied wurde in den 1980er-Jahren zu einer festen Größe im Mainstream-Radio.